# Кашинский, Юрий Григорьевич
Юрий Григорьевич Кашинский (род. 30 апреля 1986, Новосибирск, Россия) — российский боксёр-профессионал, выступающий в первой тяжёлой весовой категории. Мастер спорта России в любителях. Среди профессионалов бывший чемпион по версии IBF Inter-Continental (2019), чемпиона Евразии по версии EBP (2019) и чемпион Востока по версии WBO Oriental (2017—2019) в 1-м тяжёлом весе.
Лучшая позиция в рейтинге BoxRec — 12-я (март 2019) и является 4-м среди российских боксёров 1-й тяжёлой весовой категории, а в рейтингах основных международных боксёрских организаций на март 2019 года лучшая позиция — 4-й в рейтинге IBF, 4-й в рейтинге WBA, 5-й в рейтинге WBO и 8-й в рейтинге WBC — входя в ТОП-15 лучших боксёров 1-го тяжелого веса всего мира.

## Биография
Юрий Кашинский родился 30 апреля 1986 года в городе Новосибирске. С 1995 года тренируется под руководством Евгения Александровича Барабанова в клубах «Чкаловец», «Три тройки», «Динамо». Становился чемпионом Сибири среди юношей и победителем первенства ЦС «Динамо» среди юниоров.

## Профессиональная карьера
Профессиональную карьеру боксёра Юрий начал 15 ноября 2013 года в возрасте 27 лет, победив техническим нокаутом в 1-м раунде казаха Ерболы Жолдыбаева (дебют).
18 февраля 2017 года Кашинский техническим нокаутом во 2-м раунде победил небитого хорвата Кристиана Крстачича (13-0) и завоевал вакантный титул чемпиона Востока по версии WBO Oriental в 1-м тяжёлом весе.
16 июня 2019 года решением большинства судей (счёт: 96-94, 97-93, 95-95) победил француза Оливье Вотрёна (14-1-1) и завоевал вакантные титулы чемпиона по версии IBF Inter-Continental и чемпиона Евразии по версии Eurasian Boxing Parliament в 1-м тяжёлом весе.

### Бой за статус обязательного претендента
30 ноября 2019 Юрий Кашинский уступил единогласным решением судей (счёт: 111-115, 112-114, 111-115) опытному соотечественнику Руслану Файферу (24-1), в бою за статус обязательного претендента на титул чемпиона мира по версии IBF, и титул чемпиона Евразии по версии Eurasian Boxing Parliament в 1-м тяжёлом весе.
12 февраля 2020 года в Москве победил нокаутом в 4 раунде аргентинского джорнимэна Сезар Давид Кренс 23-14
17 апреля 2021 года в Екатеринбурге победил нокаутом Мехитдина Ражапбаева 12-8-1 из Узбекистана. Бой закончился в 3 раунде.

### Отборочный бой по IBF
Проиграл поляку Михалу Цесляку 20-1 в отборочном поединке по версии IBF в первом тяжелом весе 14 мая 2021 года в Варшаве, Польша. Уже в первом раунде Цесляку удалось провести успешную атаку, Кашинский был потрясен, но оставался на ногах, однако рефери остановил поединок, зафиксировав победу польского боксера.
4 ноября 2021 года в Екатеринбурге неожиданно проиграл малоизвестному украинцу Станиславу Кутину 9-2. По итогам 8 раундов боя все трое судей дали победу Кутину со счетом: 74-78, 75-77,72-80
7 апреля 2022 года в Москве победил нокаутом в 3 раунде опытного Али Исмаилова

### Бой с Тимуром Сакулиным
22 июня 2022 года в Москве на арене УСК «Крылья Советов» в рамках главного события вечера состоялся бой за титул чемпиона ЕВР (Евразийского боксерского парламента) в первом тяжелом весе между россиянином Юрием Кашинским и его соотечественником Тимуром Сакулиным 12-0. 
Старт боя был за Сакулиным. Уже в первом раунде Тимур несколько раз донес до головы Кашинского крепкие акцентированные атаки, но затем ситуация в ринге выровнялась, а во второй половине поединка Кашинский стал полностью контролировать ход событий в ринге, и в итоге довел дело до победу единогласным решением судей в свою пользу.

## Бои на голых кулаках
27 января 2024 года в Екатеринбурге в соглавном событии турнира RCC Hard 5 проиграл опытному джорнимэну Герману Скобенко (4-4-1 на кулаках) единогласным решением судей.

## Статистика профессиональных боёв
В таблице перечислены результаты всех поединков боксёров.
В каждой строке указан результат поединка. Дополнительно номер поединка обозначен цветом, который обозначает итог поединка. Расшифровка обозначений и цветов представлена в нижеследующей таблице.
| Пример | Расшифровка                     |
| ------ | ------------------------------- |
|        | Победа                          |
|        | Ничья                           |
|        | Поражение                       |
|        | Планируемый поединок            |
|        | Поединок признан несостоявшимся |
| КО     | Нокаут                          |
| ТКО    | Технический нокаут              |
| PTS    | Решение судей (по очкам)        |
| UD     | Единогласное решение судей      |
| MD     | Решение большинства судей       |
| SD     | Раздельное решение судей        |
| RTD    | Отказ от продолжения боя        |
| DQ     | Дисквалификация                 |
| NC     | Поединок признан несостоявшимся |

| 23 поединка, 20 побед (18 нокаутом), 3 поражения. | 23 поединка, 20 побед (18 нокаутом), 3 поражения. | 23 поединка, 20 побед (18 нокаутом), 3 поражения. | 23 поединка, 20 побед (18 нокаутом), 3 поражения. | 23 поединка, 20 побед (18 нокаутом), 3 поражения.              | 23 поединка, 20 побед (18 нокаутом), 3 поражения. | 23 поединка, 20 побед (18 нокаутом), 3 поражения. | 23 поединка, 20 побед (18 нокаутом), 3 поражения. |
| Бой                                               | Рекорд                                            | Дата боя                                          | Соперник                                          | Место проведения боя                                           | Раундов, время                                    | Дополнительно |                                                   |
| ------------------------------------------------- | ------------------------------------------------- | ------------------------------------------------- | ------------------------------------------------- | -------------------------------------------------------------- | ------------------------------------------------- | --- | ------------------------------------------------- |
| 23                                                | 20-3                                              | 4 ноября 2021                                     | Станислав Кутин (9-2)                             | Академия бокса RCC, Екатеринбург, Свердловская область, Россия | UD 8 (8)                                          | Счёт: 75-77, 74-78, 72-80. |                                                   |
| 22                                                | 20-2                                              | 14 мая 2021                                       | Михал Цесляк (20-1)                               | Transcolor, Шелиги, Польша                                     | ТКО 1 (12), 1:53                                  | |                                                   |
| 21                                                | 20-1                                              | 17 апреля 2021                                    | Мухитдин Раджапбаев (12-8-1)                      | Академия бокса RCC, Екатеринбург, Россия                       | ТКО 3 (8), 0:56                                   | |                                                   |
| 20                                                | 19-1                                              | 12 февраля 2020                                   | Сесар Давид Кренс (23-14)                         | Корстон Клуб, Москва, Россия                                   | КО 4 (8), 2:27                                    | |                                                   |
| 19                                                | 18-1                                              | 30 ноября 2019                                    | Руслан Файфер (24-1)                              | ДС им. Якуба Коблева, Майкоп, Адыгея, Россия                   | UD 12 (12)                                        | Счёт: 112-114, 111-115 (дважды). Бой за статус обязательного претендента на титул чемпиона мира по версии IBF и защита титула чемпиона Евразии по версии Eurasian Boxing Parliament в 1-м тяжёлом весе. |                                                   |
| 18                                                | 18-0                                              | 16 июня 2019                                      | Оливье Вотрён (14-1-1)                            | Екатеринбург, Свердловская область, Россия                     | MD 10 (10)                                        | Счёт: 97-93, 96-94, 95-95. Завоевал вакантные титулы чемпиона по версии IBF Inter-Continental и чемпиона Евразии по версии Eurasian Boxing Parliament в 1-м тяжёлом весе.                               |                                                   |
| 17                                                | 17-0                                              | 13 октября 2018                                   | Хуан Эзекиль Басуальдо (11-1-1)                   | Екатеринбург-Экспо, Екатеринбург, Россия                       | KO 3 (10), 2:14                                   | |                                                   |
| 16                                                | 16-0                                              | 14 июля 2018                                      | Хулио Сезар дос Сантос (28-8)                     | RCC Boxing Academy, Екатеринбург, Россия                       | RTD 3 (10), 3:00                                  | Счёт к моменту остановки: 30-27 (трижды). |                                                   |
| 15                                                | 15-0                                              | 15 декабря 2017                                   | Эл Сэндс (20-2)                                   | ДИВС, Екатеринбург, Россия                                     | KO 2 (10), 1:07                                   | Защитил титул чемпиона по версии WBO Oriental в 1-м тяжёлом весе (3-я защита Кашинского). Счёт к моменту остановки: 10-8, 10-8, 10-8.                                                                   |                                                   |
| 14                                                | 14-0                                              | 9 сентября 2017                                   | Гарретт Уилсон (18-12-1)                          | «Трактор», Челябинск, Россия                                   | TKO 9 (10), 0:36                                  | Счёт к моменту остановки: 80-71 (трижды). |                                                   |
| 13                                                | 13-0                                              | 8 июля 2017                                       | Габор Халаш (38-17)                               | Октябрьская площадь, Екатеринбург, Россия                      | TKO 2 (10), 1:50                                  | Турнир Big Drama Show 2. Защитил титул чемпиона по версии WBO Oriental (2-я защита Кашинского) в 1-м тяжёлом весе.                                                                                      |                                                   |
| 12                                                | 12-0                                              | 5 мая 2017                                        | Валерий Брудов (44-11)                            | ДИВС, Екатеринбург, Россия                                     | RTD 5 (10), 3:00                                  | Турнир «День Победы 72». Защитил титул чемпиона по версии WBO Oriental (1-я защита Кашинского) в 1-м тяжёлом весе.                                                                                      |                                                   |
| 11                                                | 11-0                                              | 18 февраля 2017                                   | Кристиан Крстачич (13-0)                          | «Трактор», Челябинск, Россия                                   | TKO 2 (10), 2:12                                  | Завоевал вакантный титул чемпиона по версии WBO Oriental в 1-м тяжёлом весе. |                                                   |
| 10                                                | 10-0                                              | 1 декабря 2016                                    | Муродбек Азимов (8-5-1)                           | Барнаул, Россия                                                | TKO 5 (10), 1:28                                  | |                                                   |
| 9                                                 | 9-0                                               | 3 сентября 2016                                   | Юрий Быховцев (9-9-3)                             | Площадь Советов, Барнаул, Россия                               | UD 10 (10)                                        | Турнир «Мы зажигаем звёзды». Счёт: 97-94, 100-90 (дважды). |                                                   |
| 8                                                 | 8-0                                               | 11 июня 2016                                      | Игорь Пилипенко (5-26-2)                          | Екатеринбург, Россия                                           | TKO 1 (8)                                         | |                                                   |
| 7                                                 | 7-0                                               | 5 сентября 2015                                   | Муродбек Азимов (6-4-1)                           | Площадь Советов, Барнаул, Россия                               | TKO 7 (8)                                         | |                                                   |
| 6                                                 | 6-0                                               | 26 апреля 2015                                    | Артуш Саркисян (1-0)                              | Барнаул, Россия                                                | TKO 4 (6)                                         | |                                                   |
| 5                                                 | 5-0                                               | 28 ноября 2014                                    | Юрий Барашьян (27-7)                              | Дворец зрелищ и спорта имени Г. С. Титова, Барнаул, Россия     | RTD 7 (10)                                        | |                                                   |
| 4                                                 | 4-0                                               | 30 августа 2014                                   | Рихардс Бигис (10-4)                              | Площадь Советов, Барнаул, Россия                               | TKO 3 (8)                                         | |                                                   |
| 3                                                 | 3-0                                               | 4 июня 2014                                       | Даниил Перетятько (17-31)                         | Дворец зрелищ и спорта имени Г. С. Титова, Барнаул, Россия     | TKO 2 (8)                                         | |                                                   |
| 2                                                 | 2-0                                               | 20 февраля 2014                                   | Элёрбек Гуломов (8-2-1)                           | Барнаул, Россия                                                | KO 3 (6)                                          | |                                                   |
| 1                                                 | 1-0                                               | 15 ноября 2013                                    | Ербол Жолдыбаев (дебют)                           | Дворец зрелищ и спорта имени Г. С. Титова, Барнаул, Россия     | TKO 1 (4)                                         | Турнир «Великий Бой на Великом Алтае». |                                                   |
| Бой                                               | Рекорд                                            | Дата боя                                          | Соперник                                          | Место проведения боя                                           | Раундов, время                                    | Дополнительно |                                                   |